# Амбон (острів)
Амбон — острів в Індонезії в провінції Малуку.

## Історія
Португальці були першими європейцями, які у 1512 році висадилися на Амбоні, і острів став новим центром португальської активності на Молукських островах після їх вигнання з Тернате. Однак португальців регулярно атакували місцеві мусульмани на північному узбережжі острова, зокрема Хіту, які мали торгові та релігійні зв'язки з великими портовими містами на північному узбережжі Яви. Вони створили факторію в 1521 році. Португальцям так і не вдалося взяти під контроль місцеву торгівлю спеціями і встановити свою владу над сусідніми островами Банда, центром вирощування мускатних горіхів. Креольська португальська мова була мовою торгівлі ще в XIX столітті, і багато сімей досі мають португальські назви та претендують на португальське походження.
В 1623 році голландский губернатор острова наказав заарештувати і стратити персонал англійської Ост-Індійської компанії через заговір проти голландців. Цей інцидент отримав назву «Амбонської різні» і став одним з чинників, що призвів до Першої англо-голландської війни.

## Географія
Площа 775 км². Належить до Молуккських островів.

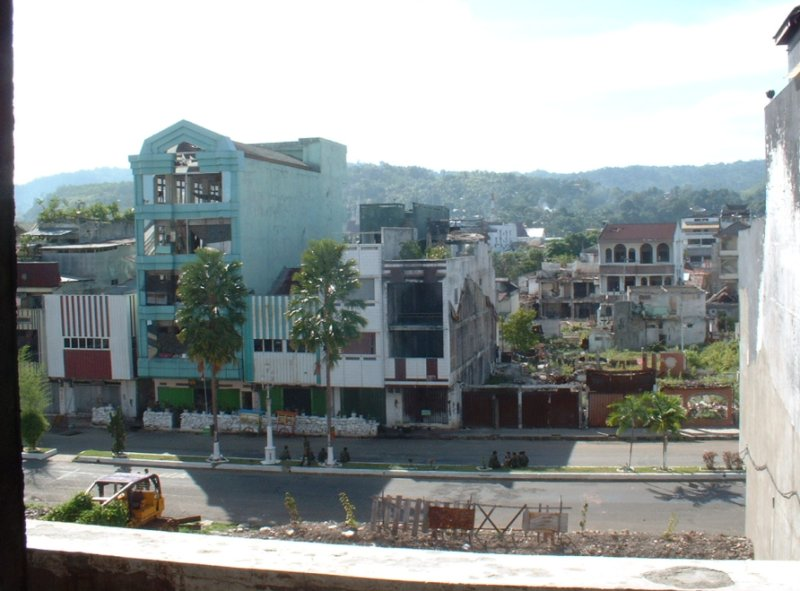
Місто Амбон

Населення — 270 тисяч, з них 206 тисяч — у місті Амбон.
Адміністративний центр — місто Амбон
Найвища точка — вершина Салахуту, 1225 м над рівнем моря.
Біля його берегів був виявлений новий вид риб — психоделічна риба.